# Giovanni Battista Gisleni

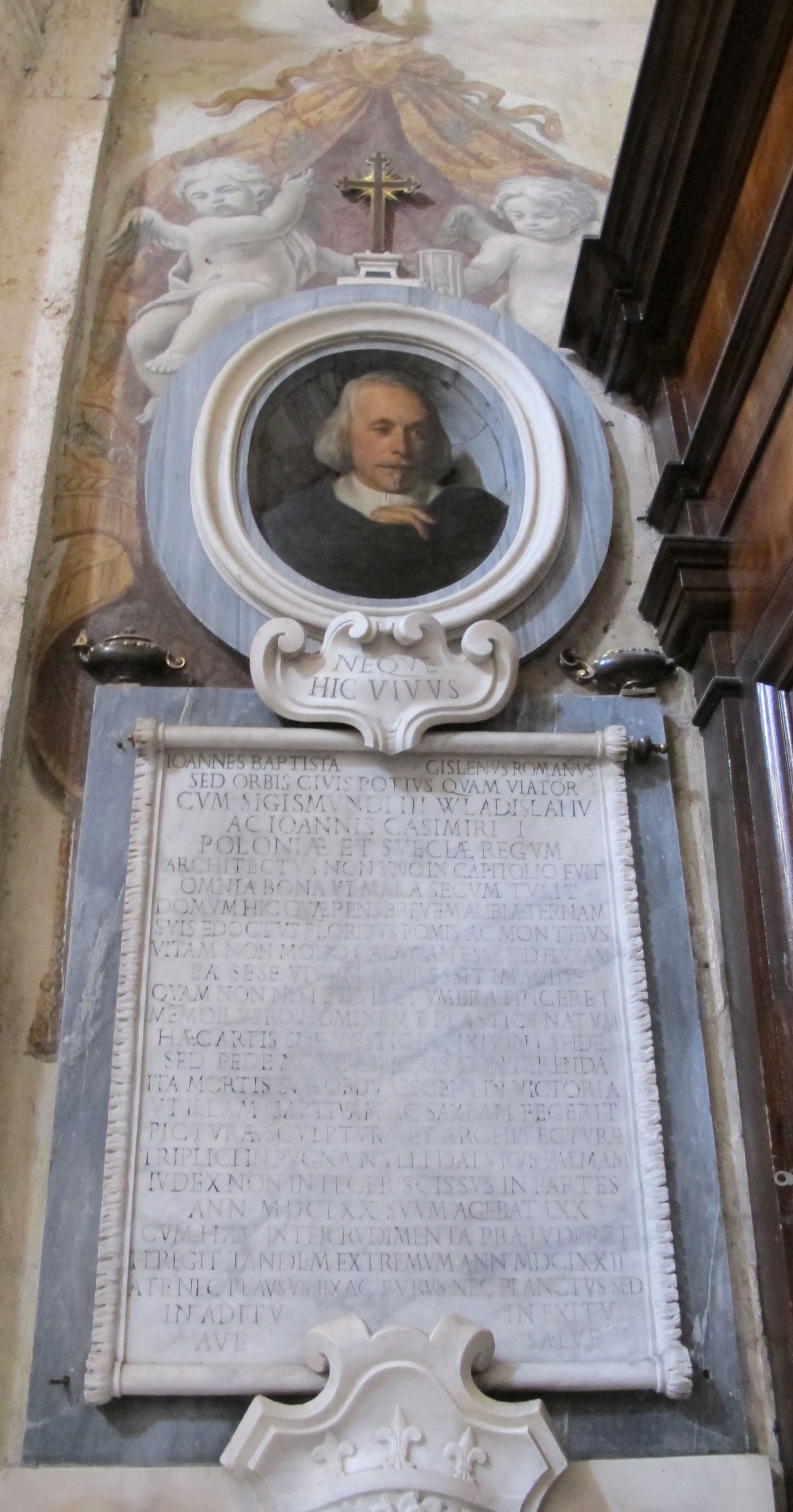
La tumba de Giovan Battista Gisleni en Santa Maria del Popolo

Giovanni Battista Gisleni (Juan Bautista Gisleni), también Jan Baptysta o Jan Chrzciciel así como Gislenius o Ghisleni, (Roma, 1600 – Roma, 3 mayo 1672) fue un arquitecto del barroco italiano (siglo XVII) que dominó también otras artes como la escenografía teatral, el canto y la música.

## Biografía

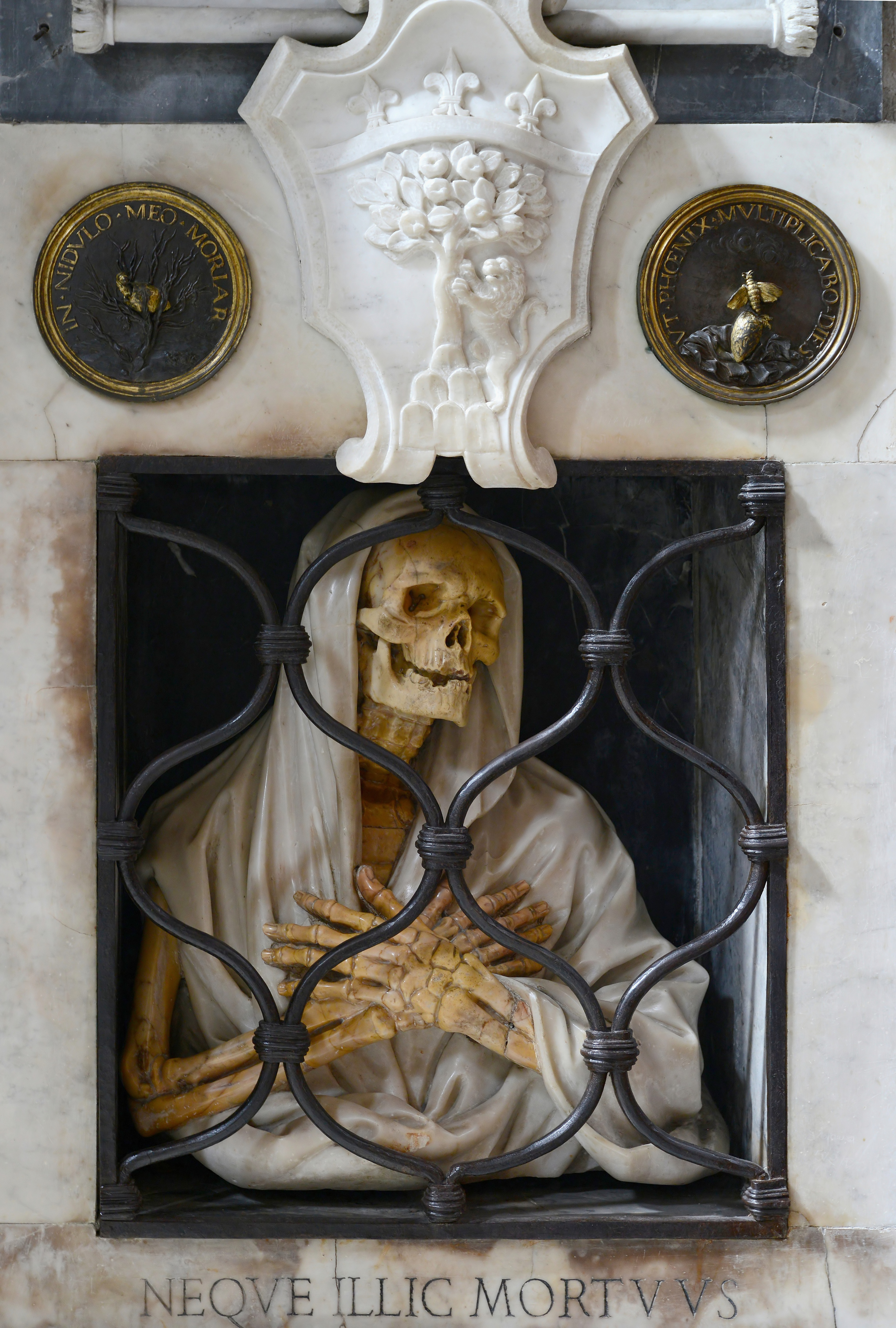
Tumba de Gisleni, detalle inferior (Basílica de Santa María del Popolo, Roma)

Ejerció sus diversas artes en la corte de tres reyes polacos de la Casa de Vasa: Segismundo III Vasa, Ladislao IV Vasa, y Juan II Casimiro. Residió en Polonia entre 1630 y 1668. Artista versátil, fue arquitecto, escenógrafo, cantante y músico en la corte polaca.

### El monumento funerario en Santa María del Popolo

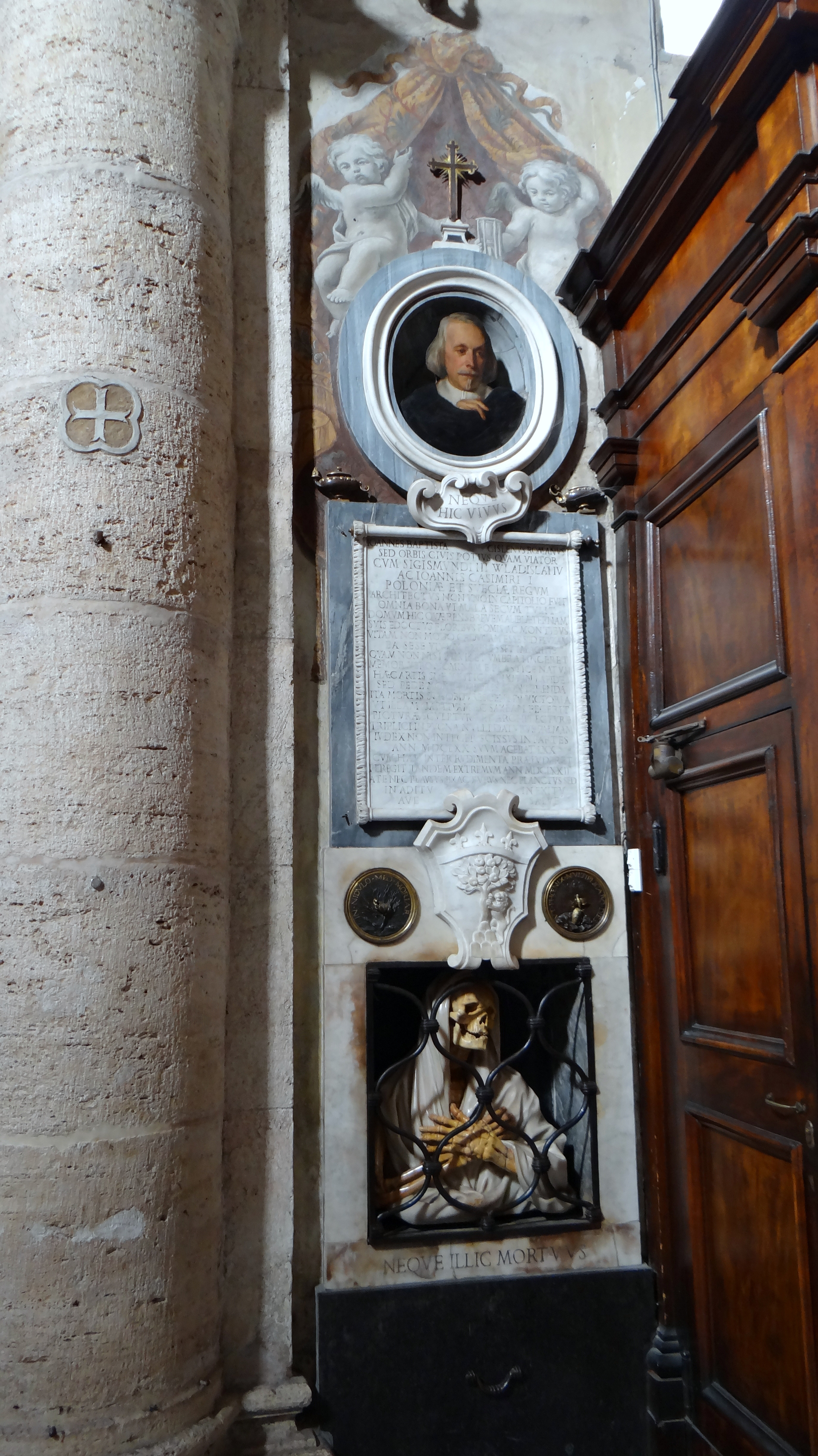
Monumento funerario de Giovanni Battista Gisleni

Su tumba, tan sorprendente, que muestra un esqueleto de la muerte finamente esculpido, se encuentra en la Basílica de Santa María del Popolo en Roma. La obra representa una de las contribuciones más singulares del siglo XVII romano, signo tanto del eclecticismo de Gisleni como de su contacto con un entorno europeo menos receptivo a las exigencias artísticas italianas. Presenta, al final del texto conmemorativo, una suerte de extravagante memento mori, en parte bajo el retrato del artista (en la parte superior) y en parte bajo el esqueleto (en la parte inferior).
En 2015, se publicó una obra científica dedicada a su sepultura, con la transcripción de un opúsculo de dieciséis páginas, recientemente descubierto, impreso en Roma y del que se conocen menos de diez ejemplares en todo el mundo. Se trata de un libelo, probablemente destinado a los contactos polacos de Gisleni, que ilustra en detalle las partes de su entierro y sus referencias, incluyendo el extenso epitafio alegórico. Es el único caso nunca antes registrado de comentario de una sepultura de artista acompañada de un "libretto d'istruzioni" (cuaderno de instrucciones), a doble cara, muy diferente de una oración o texto fúnebre corriente, lo que de hecho sugiere un género literario del seicento inédito.
Aquí el epitafio sepulcral:

JOHANNES BAPTISTA GISLENVS ROMANVS / SED ORBIS CIVIS POTIVS QVAM VIATOR CVM SIGISMVNDI III WLADISLAI IV / AC IOANNIS CASIMIRI I / POLONIAE ET SVECIAE REGVM / ARCHITECTVS NON VNO IN CAPITOLIO FVIT / OMNIA BONA VT MALA SECVM TVLIT / DOMVN HIC QVAERENS BREVEM ALIBI AETERNAM / SVIS EDOCTVS FLORIBVS POMIS AC MONTIBVS / VITAM NON MODO CADVCAM ESSE SED FLVXAM / EA SESE VIVVM EXPRESIT IMAGIME / QVAM NON NISI PVLVIS ET VMBRA FINGERET / MEMOR VERO HOMINEM E PLASTICE NATVM / HAEC ARTIS SVAE VESTIGIA FIXIT IN LAPIDE / SED PEDE MOX TEMPORIS CONTEREDA / ITA MORTIS SVAE OBDVRESCENS IN VICTORIA / VT ILLAM CAPTIVAM AC SAXEAM FECERIT / PICTVRAE SCVLPTVRAE ET ARCHITECTVRAE / TRIPLICI IN PUGNA NVLLI DATVRVS PALMAN / IVDEX NON INTEGER SCISSVS IN PARTES / ANN MDCLXX SVVM AGEBAT LXX / CVM HAEC INTER RVDIMENTA PRAELVDERET / PEREGIT TANDEM EXTREMVM ANN MDCLXXII / A TE NEC PLAVSVS EXACTVRVS NEC PLANCTVS / SED IN ADITV AVE IN EXITV SALVE

## Obras principales

La cartuja de Bereza (pintura de Napoleon Orda)

- Proyecto para el altar del Icono Milagroso de la Virgen Negra de Czestochowa, Jasna Góra, Częstochowa (hacia 1630);
- Interior del Castillo Real de Varsovia (1637-1642)[3];
- Palacio de Carlos Fernando Vasa (1638-1643, destruido);
- Cartuja de Bereza, (1648) o Monastero di Biaroza, de la Orden cartujana (1648);
- Iglesia de las hermanas carmelitas en Leópolis (o Lemberg) (1642);
- El antiguo Palacio de Jan Leszczyński, en el lugar donde hoy se encuentra el Palacio de la Comisión Gubernamental de Ingresos y Finanzas (hacia 1650);
- Iglesia de las hermanas carmelitas en Varsovia (1652);
- Altar barroco financiado por el obispo Piotr Gembicki en la Catedral de Cracovia (1650);
- Ornamentación fúnebre de Carlos Fernando Vasa, iglesia de los jesuitas en Varsovia (1655);
- Obelisco conmemorativo de Carlos Fernando Vasa en in Wyszków;
- Reconstrucción de la iglesia benedictina de Santa Ana en la calle Krakowskie Przedmieście de Varsovia, junto con Tito Livio Burattini (1658-1667);
- Nueva construcción del edificio “Res Sacra Miser”, en lugar del incendiado Palacio Kazanowski (1663);[4]
- Ampliación de los edificios del castillo en el monasterio de Plock;
- Altar de la catedral de Chelmza;
- Su propio monumento funerario en Santa María del Populo (1668);

## Galería

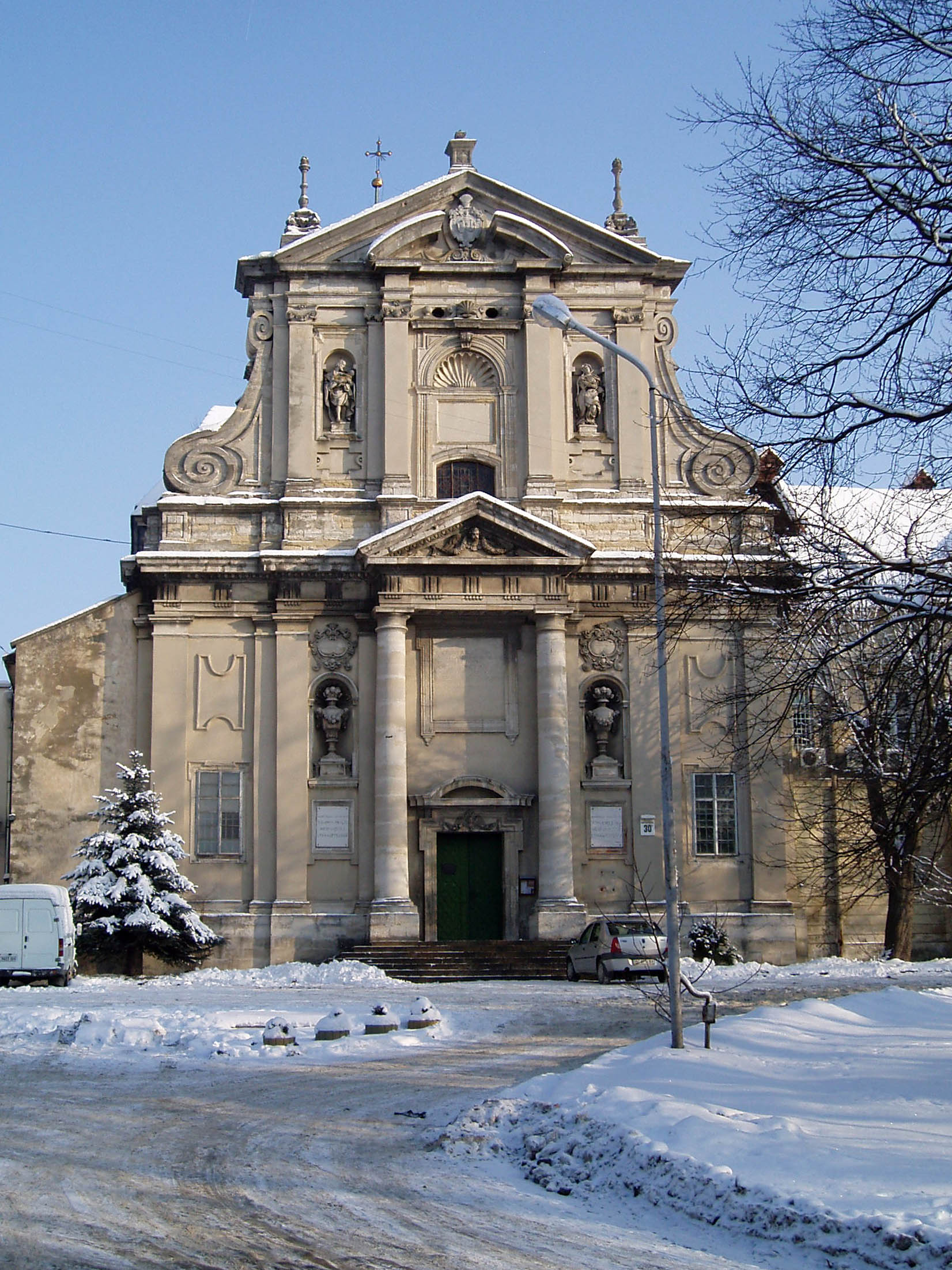
Iglesia carmelitas de Leópolis.
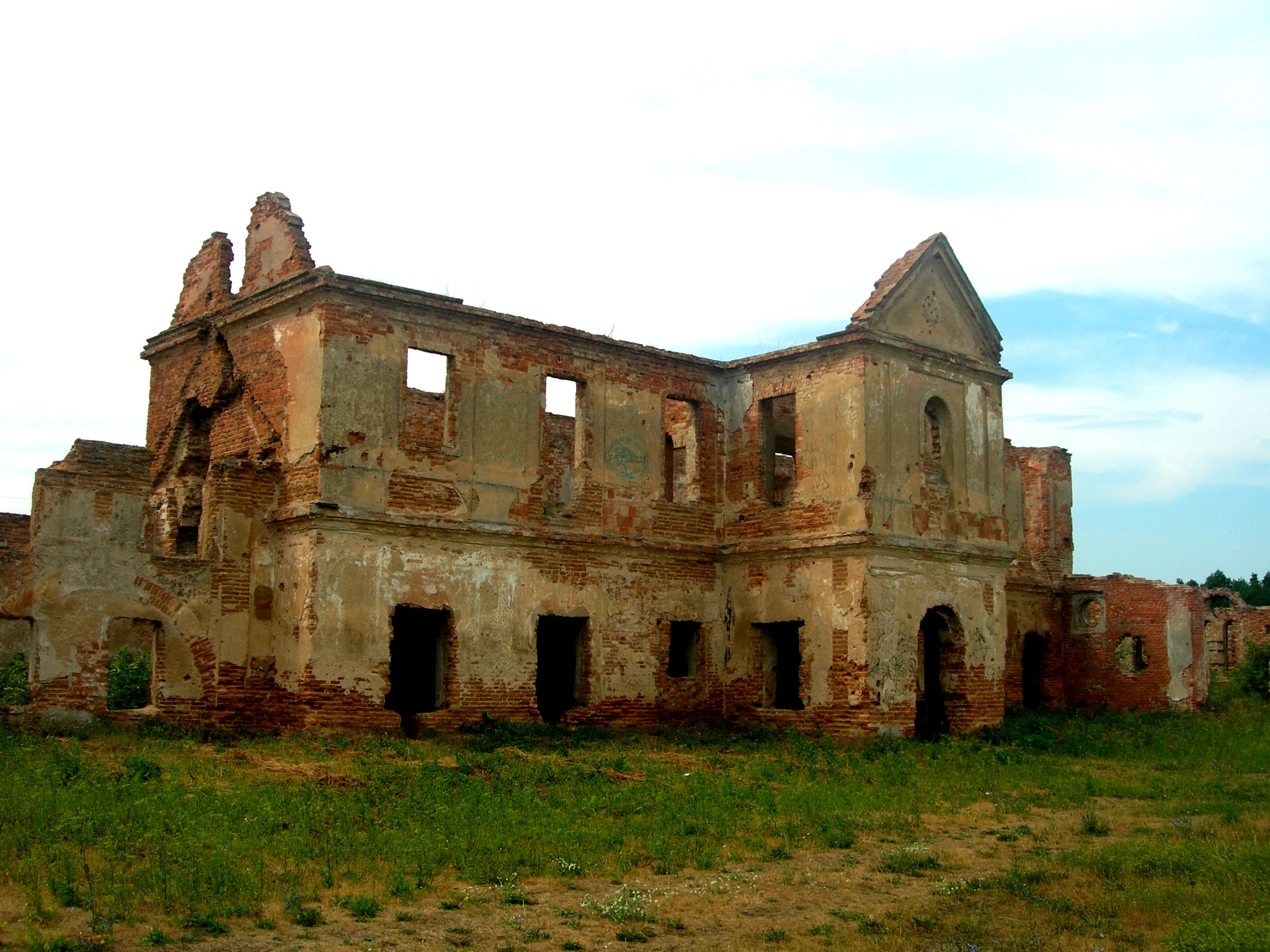
Ruinas del monasterio cartujo de Bereza.
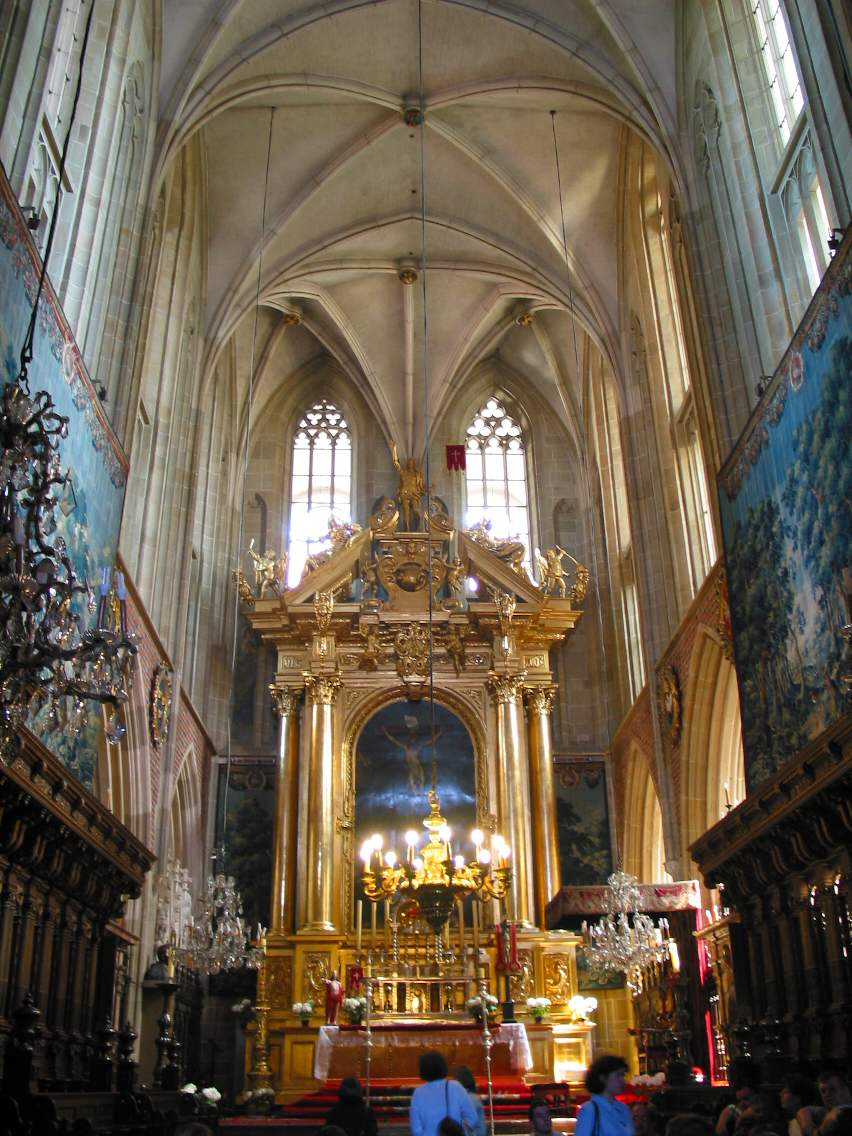
Altar mayor de la catedral de Cracovia.
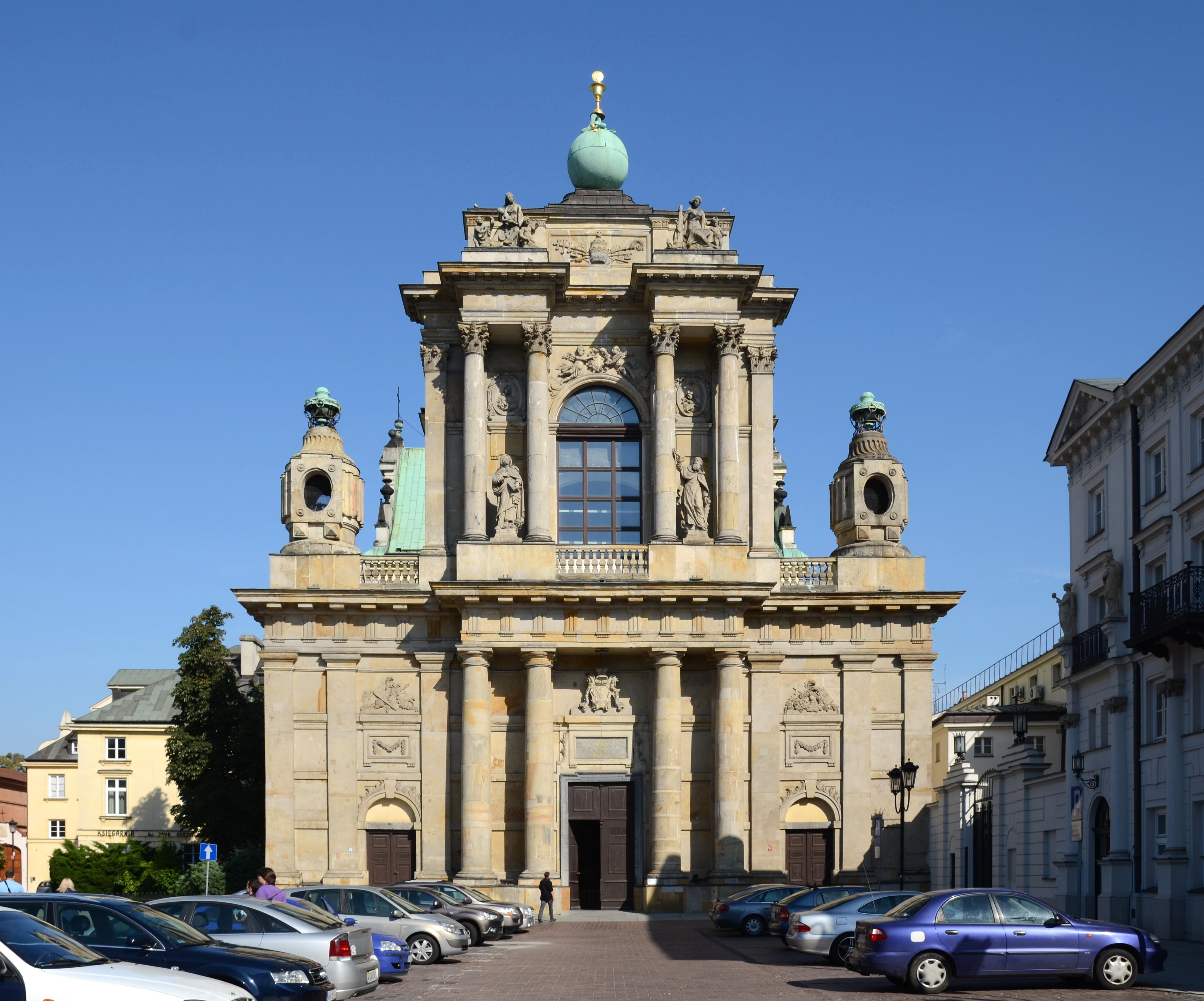
Iglesia carmelita en Varsovia.
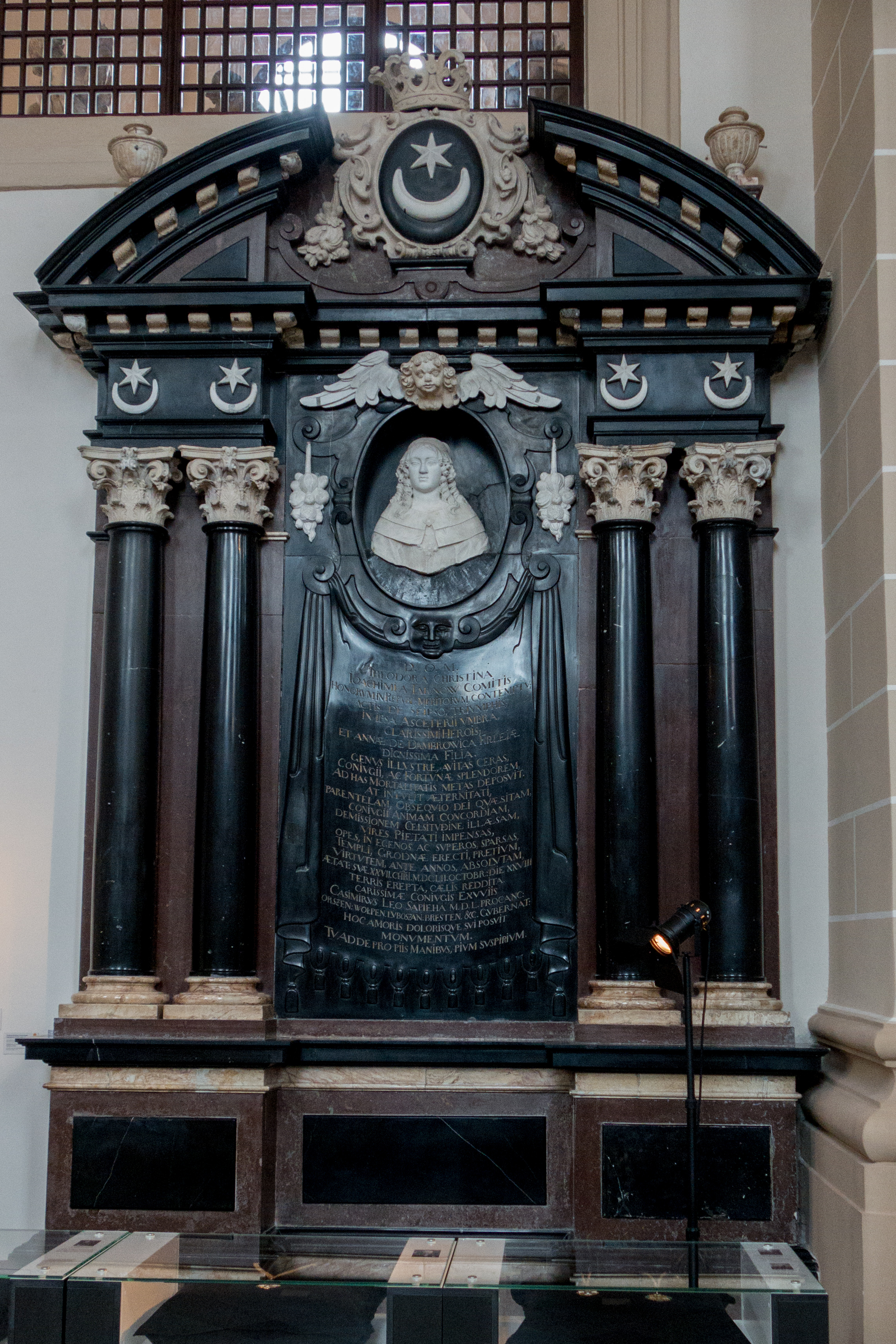
Monumento funerario de Teodora Cristina Sapiega (Vilna).
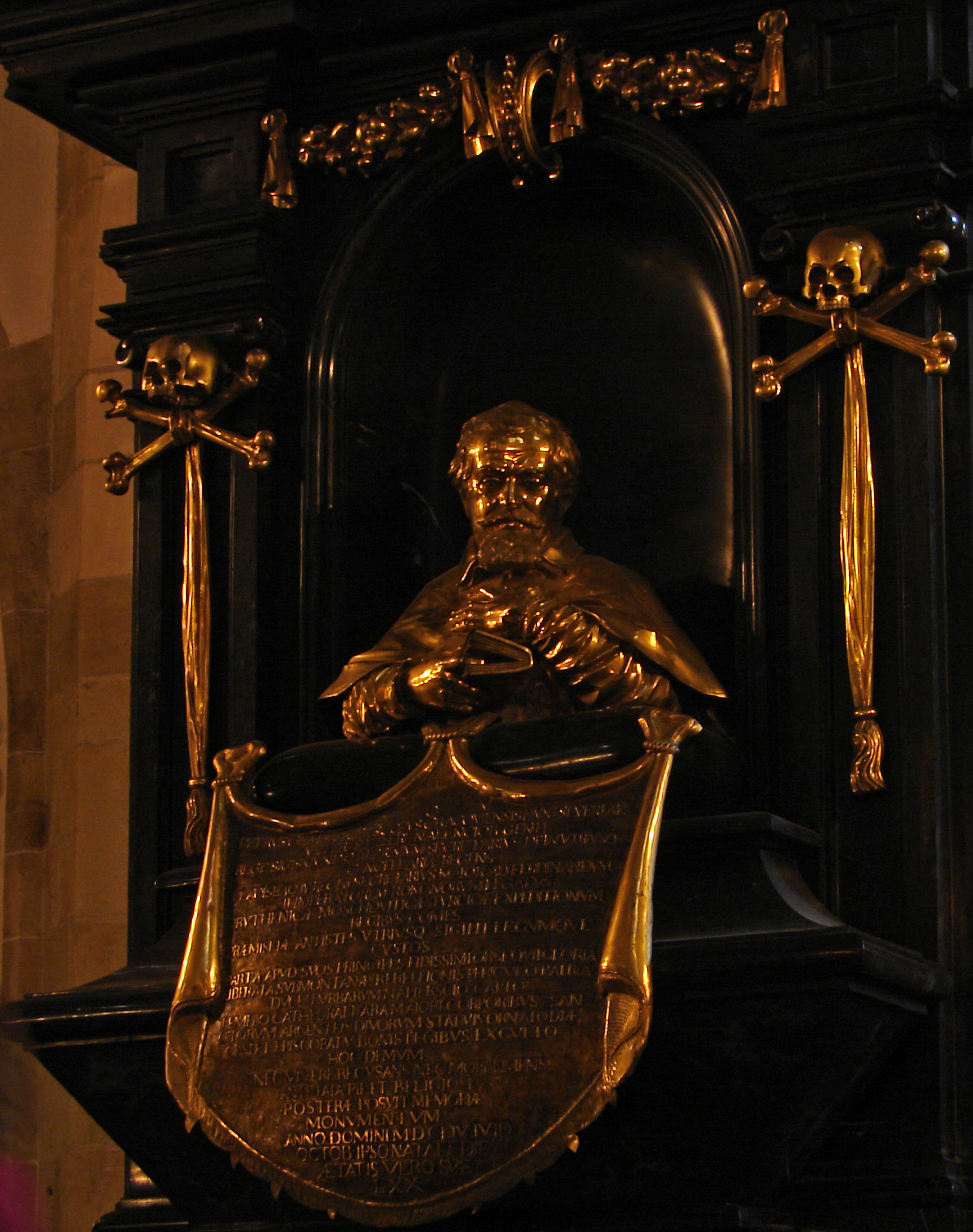
Monumento funerario del obispo Gembicki.
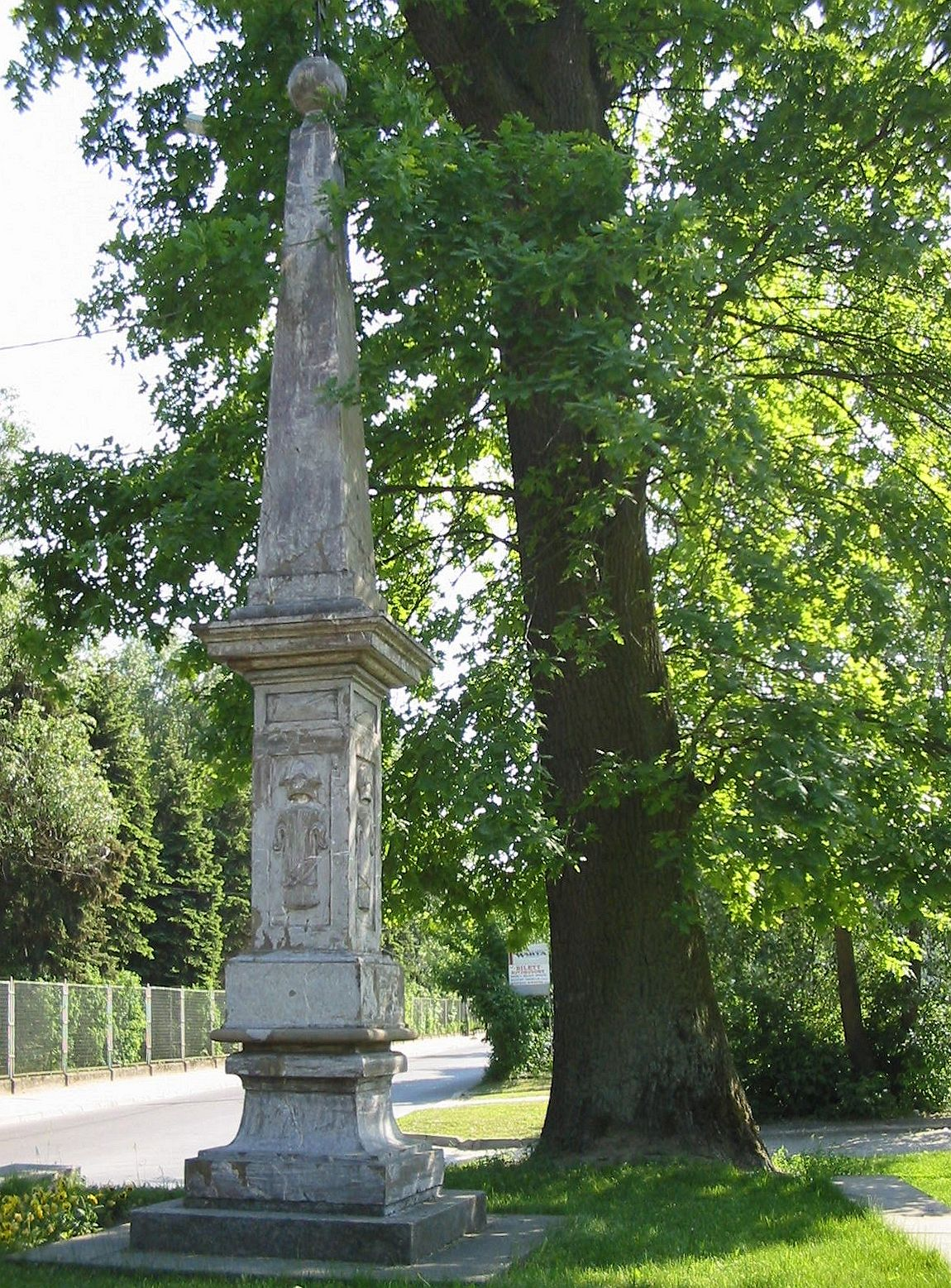
Obelisco